# Yoraperla altaica
Yoraperla altaica är en bäcksländeart som beskrevs av Devyatkov 2003. Yoraperla altaica ingår i släktet Yoraperla och familjen Peltoperlidae. Inga underarter finns listade i Catalogue of Life.